# ARM Cortex-M4

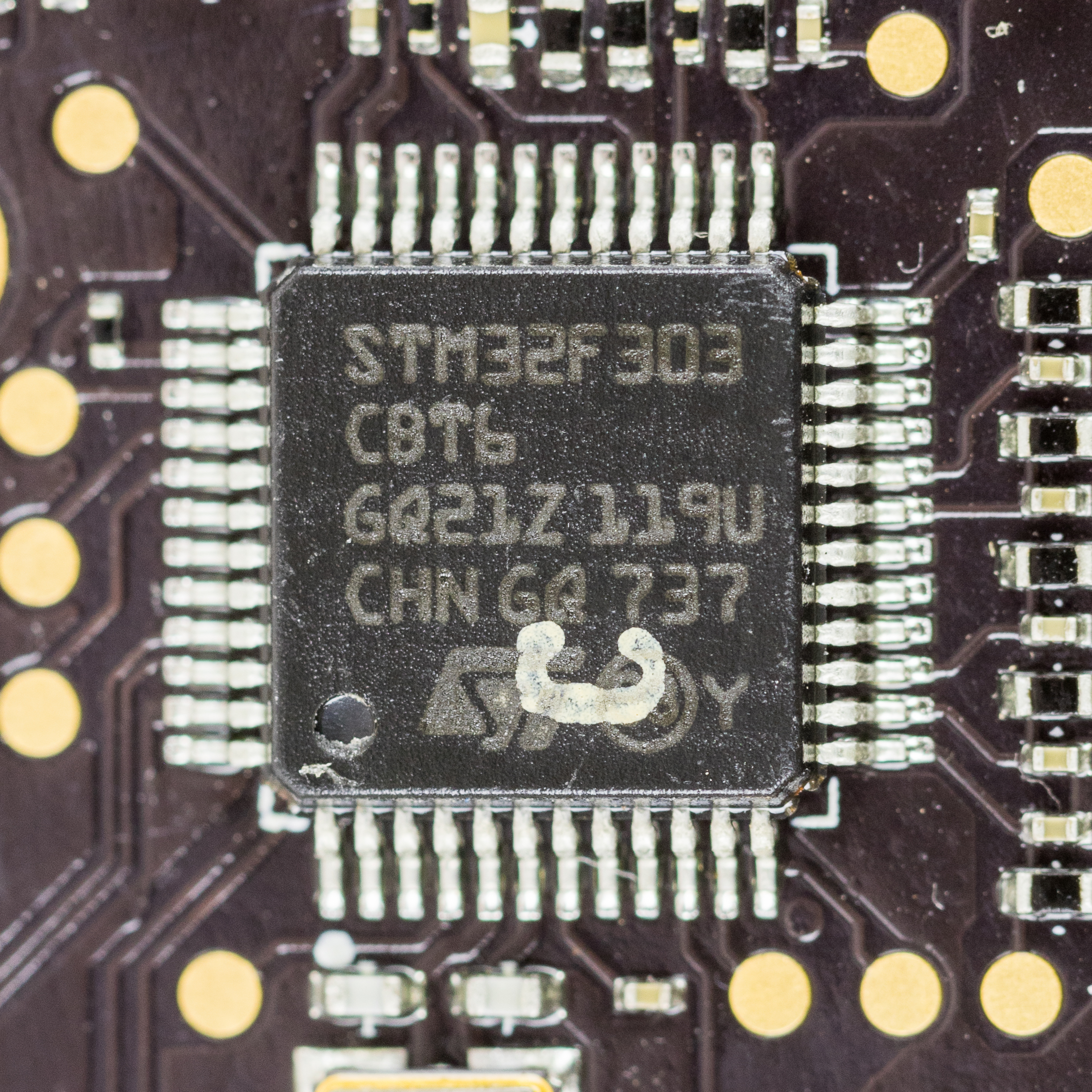
Arm based Cortex M4: STMicroelectronics STM32F303

ARM Cortex-M4 è il core con Architettura ARM, nato come evoluzione del core ARM Cortex-M3. Il core M4 offre prestazioni avanzate di controllo digitale e quindi ideale per applicazioni DSP con tutta la semplicità operativa tipica del core ARM Cortex-M.
Basso assorbimento, bassi costi ed alta efficienza lo porteranno ad essere un core usato nel controllo motori, nel settore automobilistico, nella gestione di potenza, nelle applicazioni audio e nell'automazione industriale.

## Caratteristiche ARM Cortex-M4
- Architettura:

ARMv7E-M (Harvard)
- Supporto ISA:

Thumb / Thumb-2
- Estensioni DSP:

Single cycle 16,32-bit MAC
Single cycle dual 16-bit MAC
8,16-bit SIMD arithmetic
Hardware Divide (2-12 Cycles)
- Unità Floating Point:

Single precision floating point unit
IEEE 754 compliant
- Pipeline:

3-stage + branch speculation
- Dhrystone:

1.25 DMIPS/MHz
- Protezione di Memoria:

Optional 8 region MPU with sub regions and background region
- Interrupts:

Non-maskable Interrupt (NMI) + 1 to 240 physical interrupts
- Latenza Interrupt:

12 cycles
- Latenza Inter-Interrupt:

6 cycles
- Livelli di priorità Interrupt:

8 to 256 priority levels
- Controllo Wake-up Interrupt:

Up to 240 Wake-up Interrupts
- Sleep Modes:

Integrated WFI and WFE Instructions and Sleep On Exit capability.
Sleep & Deep Sleep Signals.
Optional Retention Mode with ARM Power Management Kit
- Bit Manipulation:

Integrated Instructions & Bit Banding
- Debug:

Optional JTAG & Serial-Wire Debug Ports. Up to 8 Breakpoints and 4 Watchpoints.
- Trace:

Optional Instruction Trace (ETM), Data Trace (DWT), and Instrumentation Trace (ITM)

## ARM Cortex-M4: aziende licenziatarie
Il core M4 è in produzione con:
- Freescale: con il progetto Kinetis (che prevede al momento fino a 7 famiglie di microcontrollori e più di 200 dispositivi compatibili)
- NXP: ha annunciato di aver acquistato la licenza ARM Cortex-M4 ed è uscita con una famiglia dualcore asimmetrico M4+M0 chiamata LPC43xx (già sul loro sito)
- ST: ha prodotto le famiglie F3[1], F4[2], G4[3], L4[4] e L4+[5] di microcontrollori STM32
- TI: con la nuova famiglia LM4F che sarà anche qualificata Automotive (AEC-Q100)
- Silicon Labs

quindi il panorama di microcontrollori con il core Cortex-M4 è sensibilmente ampliato.